# Rátót
Rátót è un comune dell'Ungheria di 259 abitanti (dati 2001). È situato nella contea di Vas.
Vi morì il politico Kálmán Széll.